# Asterix och Kleopatra
Asterix och Kleopatra (fr. Astérix et Cléopâtre) är det sjätte seriealbumet om Asterix. Serierna publicerades ursprungligen 1963, och som seriealbum 1965.

## Handling
Julius Caesar besöker den egyptiska drottningen Kleopatra. Han förklarar att Egyptens storhetstid är över sedan länge. Upprörd lovar hon då att hon ska låta bygga ett palats åt Caesar inom tre månader för att bevisa att egyptierna ännu är de största byggarna och ingenjörerna. Hon tillkallar arkitekten Numerobis och ger honom i uppdrag att bygga palatset. Om han lyckas blir han rikligt belönad men om han misslyckas blir han krokodilmat. Numerobis är dock inte någon särskilt duktig arkitekt - hans trappor blir sneda, dörrarna sätter sig, taket faller in; detta beror huvudsakligen på att han har mest erfarenhet när det gäller att bygga pyramider.
Numerobis förstår inte hur han ska klara uppdraget på utsatt tid men han kommer snart på en lösning. För många år sedan lärde han känna en gallisk druid ute på resa och han reser till ett snöigt Gallien där denne druid, Miraculix, bor i en liten by. Han förklarar sitt problem och Miraculix lovar att följa med tillbaka till Egypten med Asterix och Obelix för att hjälpa honom.
Efter att ha introducerat gallerna för drottning Kleopatra tar Numerobis med sina vänner till sitt hem, ett uppenbart fuskbygge och hafsverk. Numerobis främste konkurrent, Pyradonis, kommer dit, och föreslår att de ska bygga Caesars palats tillsammans. Han blir dock snabbt utkastad.
På arbetsplatsen har man problem med arbetsstyrkan men Miraculix tillreder sin magiska dryck och arbetarna är snart igång igen och arbetar för glatta livet. Pyradonis har dock sett till att skeppen med stenblock från stenbrottet lastar av lasten mitt ute på Nilen och kommer fram tomma. Efter en fysisk tillrättavisning från Obelix är dock skepparen beredd att hjälpa dem att hämta mer sten.
Asterix, Obelix och Miraculix ger sig iväg för att titta på pyramiderna. Obelix klättrar upp på sfinxen och råkar då förstöra sfinxens näsa. En av Pyradonis medhjälpare lockar in dem i Cheopspyramiden och stänger sedan till. Med hjälp av Obelix hund Idefix kan de dock snart hitta ut igen.
Pyradonis är fortfarande besluten att sätta stopp för bygget och skickar en förgiftad tårta till Kleopatra - med de tre gallerna som avsändare. När Kleopatras provsmakare blir sjuk blir gallerna arresterade. Miraculix bevisar dock deras oskuld genom att de tre först i hemlighet dricker ett motgift och sedan äter upp resten av tårtan. Pyradonis skuld är nu uppenbar så han och hans medhjälpare tvingas arbeta på palatsbygget, dock utan att få någon trolldryck.
Julius Caesar har nu fått höra att palatsbygget är i full gång. När han får höra att tre galler har setts vid bygget och att en av dem, en druid, låter arbetarna dricka en magisk dryck, förstår han vem han har att göra med. Han beordrar de romerska trupperna att anfalla bygget för att förstöra det men de tre gallerna, med sin trolldryck, har inga problem att sätta stopp för detta.
Just då kommer Kleopatra till bygget och får se vad romarna sysslar med. Julius Caesar får erkänna sig besegrad. För att ha klarat sitt uppdrag täcks arkitekten Numerobis med guldmynt från topp till tå. Miraculix får viktiga dokument från biblioteket i Alexandria att ta hem. När de kommer hem har våren redan kommit och de välkomnas med en traditionell byfest.

## Övrigt
- Albumet ligger till grund för spelfilmen Asterix & Obelix: Uppdrag Kleopatra från 2002.
- Asterix erbjudande att egyptierna bör tillkalla någon från Gallien om de vill ha en kanal grävd mellan Medelhavet och Röda havet är förstås en hänvisning till att Suezkanalen byggdes under franskt överinseende 1859-1869.
- I detta äventyr får man veta hur sfinxen ska ha förlorat sin näsa.
- När vännerna blir instängda i en pyramid får Obelix för första och enda gången dricka (tre droppar!) trolldryck för att ta dem ut.
- Det finns ett talesätt som säger, att om Kleopatra hade haft en ful näsa, hade världshistorien sett annorlunda ut; därav den ständiga anspelningen på "Kleopatras vackra näsa" i detta album.